# By församling, Karlstads stift
Denna artikel handlar om By församling i Karlstads stift. För församlingen med samma namn i Dalarna, se By församling, Västerås stift.
By församling var en församling i Karlstads stift i nuvarande Säffle kommun. Församlingen uppgick 1943 i Säffle församling.

## Administrativ historik
Församlingen har medeltida ursprung. 1 maj 1911 utbröts Säffle församling
Församlingen var till 1943 moderförsamling i pastoratet By, Bro församling, Södra Ny och Huggenäs som från 1 maj 1911 även omfattade Säffle församling. Församlingen uppgick 1943 i Säffle församling.

## Kyrkor
- By kyrka